# Yaoi

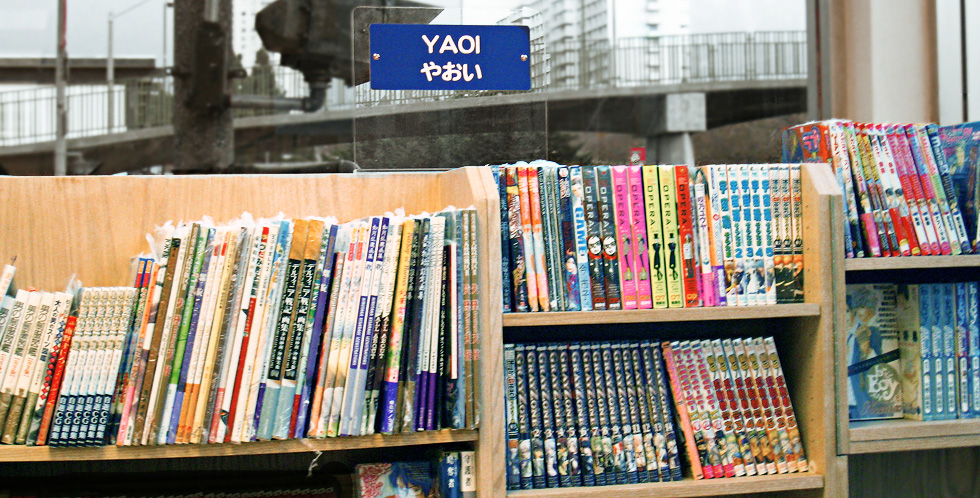
舊金山紀伊國屋的Yaoi書櫃一角

Yaoi是以男男色情為題材的漫畫與小說的俗稱，通常指有描寫性愛的色情作品、二次創作作品。

## 概要

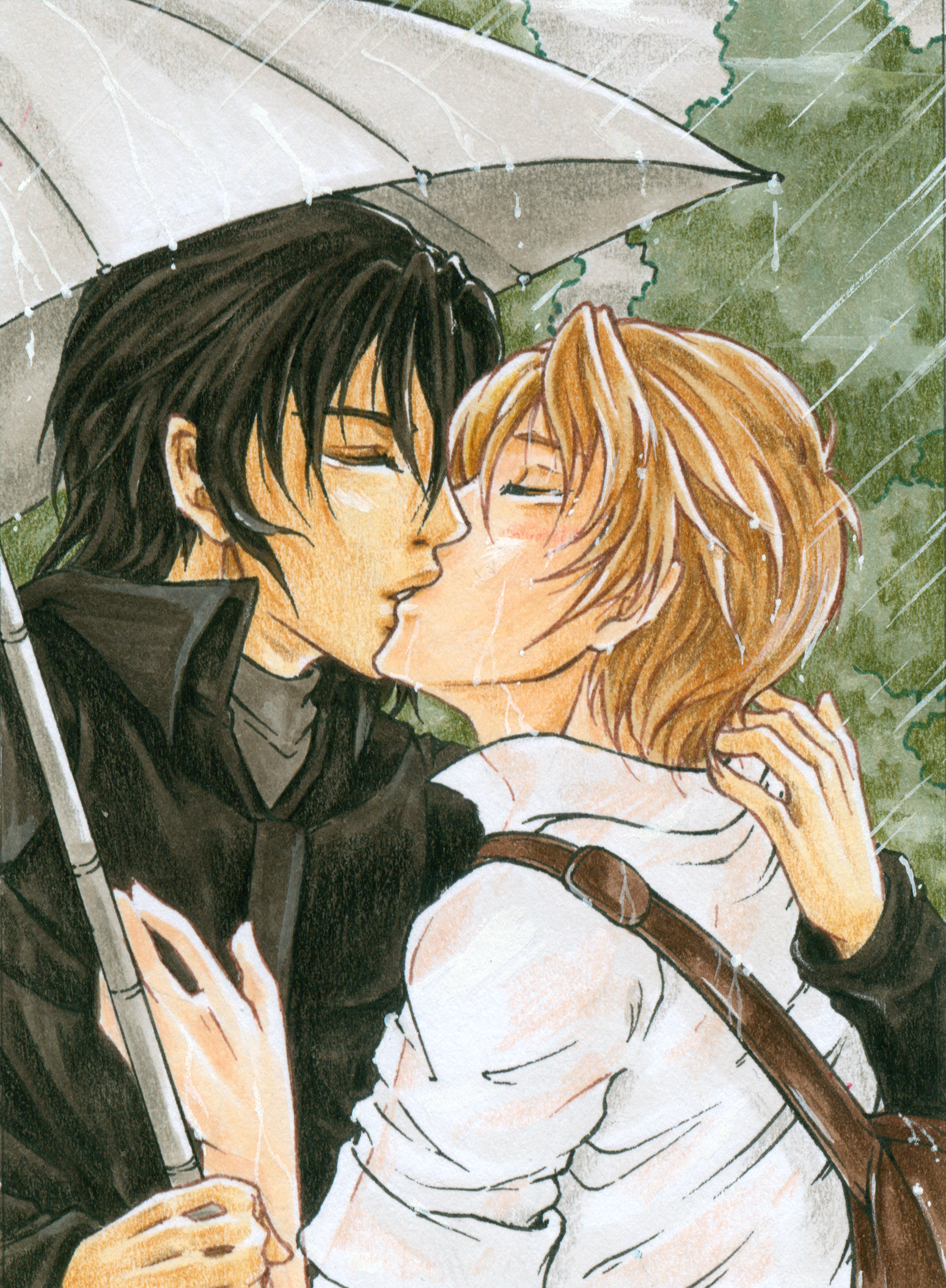
一幅典型的Yaoi作品

使用漫畫、動畫等原作的男性角色，描寫男性之間性愛關係的二次創作作品；以男性同性愛情為題材的女性向漫畫或小說；或者是其性愛關係，稱之為「Yaoi」。有時候即使沒有男性之間的性愛關係也會稱作「Yaoi」（此情況時和「BL」同義）。
Yaoi的語源一般認為是因為作品很多時都只是由性描寫構成，從（沒有高潮、沒有結尾、沒有意義）轉變而來。亦有「801」（日語轉音）與（蔬菜）（常掩飾寫成，在Fanroad雜誌上讀者興起在其中填入而廣為流傳）等的黑話。類似概念有「BL」的詞語，但在Yaoi領域當中多特別指一次創作。在歐美等地Yaoi也稱為「Slash」。Yaoi愛好者的女性被稱為腐女（成人女性也稱為貴腐人或污超腐人）、男性愛好者被稱為腐男（腐兄）。這些稱呼在愛好者之間也作自貶的用途。現無正式譯名。
Yaoi作品主要採行漫畫、繪畫、小說等形態。由於角色喜好與人際關係的差異，一部作品會產生出五花八門的配對組合。配對的表示方式可參考配對和BL條目。
雖然Yaoi大部分描寫的是虛構角色之間的戀愛，不過也有人以真實人物（男性偶像、運動員、音樂家、搞笑藝人等）作為角色來使用，通稱為「真人同人」。但因為被當事人與關係者見到可能會引發糾紛，這種作法通常是敬謝不敏。
此外，Yaoi也被批評是揶揄(侮辱)Gay與女同性戀，侵害到LGBT的人權。另外採用實際人物的虛構性愛關係，以及包含強暴等以未成年者為對象的性描寫，在法律和道德方面上可能產生問題。在尊重言論自由的同時，性騷擾、差别用语、仇恨言論等問題也被提出作為抨擊的議題。

## 由來
一般認為Yaoi的語源出自女性向的動漫迷同人誌。受到1970年代登場，描繪少年同志戀愛的少女漫畫家24年組，以及《宇宙戰艦大和號》等動畫風潮的影響，在少女之間也掀起了同人誌的風潮。這類作品多半只有四頁上下，內容粗製濫造寫完就扔，因此人們叫它「沒有高潮」、「沒有結尾」、「沒有意義」。又因為內容涉及少年愛（當時稱之為「ホモ落ち」），「Yaoi」一詞成為1970年代少年愛的進化。
在此同時，也不得不談到早期建立思想體系的提倡者，小說家森茉莉和栗本薰（中島梓）等人。
在「Yaoi」這一名稱還沒登場以前，這類作品通常被冠上「美少年作品」、「同志漫畫」、「耽美」之類的稱呼。自從少年愛雜誌代表刊物《JUNE》發行以來，也曾經有過被叫做「JUNE系」的時期。不論是哪種稱呼，其內容都捨棄了現實男同性愛性慾露骨的一面，成為幻想下的產物。
1979年12月20日坂田靖子主編發行的漫畫同人社刊《らっぽり》上的「Yaoi特集」，坂田靖子和波津彬子等人提出三大特徵定義Yaoi，也就是前述沒有高潮、沒有結尾、沒有意義，描繪男同志的情感互動。然而作品的內容並不火辣刺激，主角兩人在相擁之後鏡頭一轉，就切換到隔天早上的香煙畫面，諸如此類的橋段，以今日眼光來看僅屬於軟調情色之作。
最先被稱為「Yaoi」的動漫同人誌類別是《六神合體》和《足球小將翼》。「Yaoi」一詞主要用在動漫同人誌上，原創或小說同人誌的稱呼通常以「JUNE」為主，但不知從何時開始亦可使用「Yaoi」。原本「Yaoi」是屬於委婉的圈內用語，然而近年來也有人懷疑該詞的語感趨於露骨，而改以「Boy's Love(BL)」稱之。
近年來，人們意識到Yaoi成為商業戰略的一環，動畫主題歌在Oricon排行榜上相繼名列前茅，市場也正在擴大新的客層。隨着「腐女子」的存在為人知曉，即使是在圈外，BL及Yaoi等詞彙也廣為人知。不過若是翻閱少女漫畫中涉及BL及Yaoi題材的作品，可以發現就算作者本人沒有惡意，Yaoi愛好者在漫畫裡也成了被指責的對象（《鹹蛋丫頭》和《紳士同盟》中都出現了當時的圈內用語）。

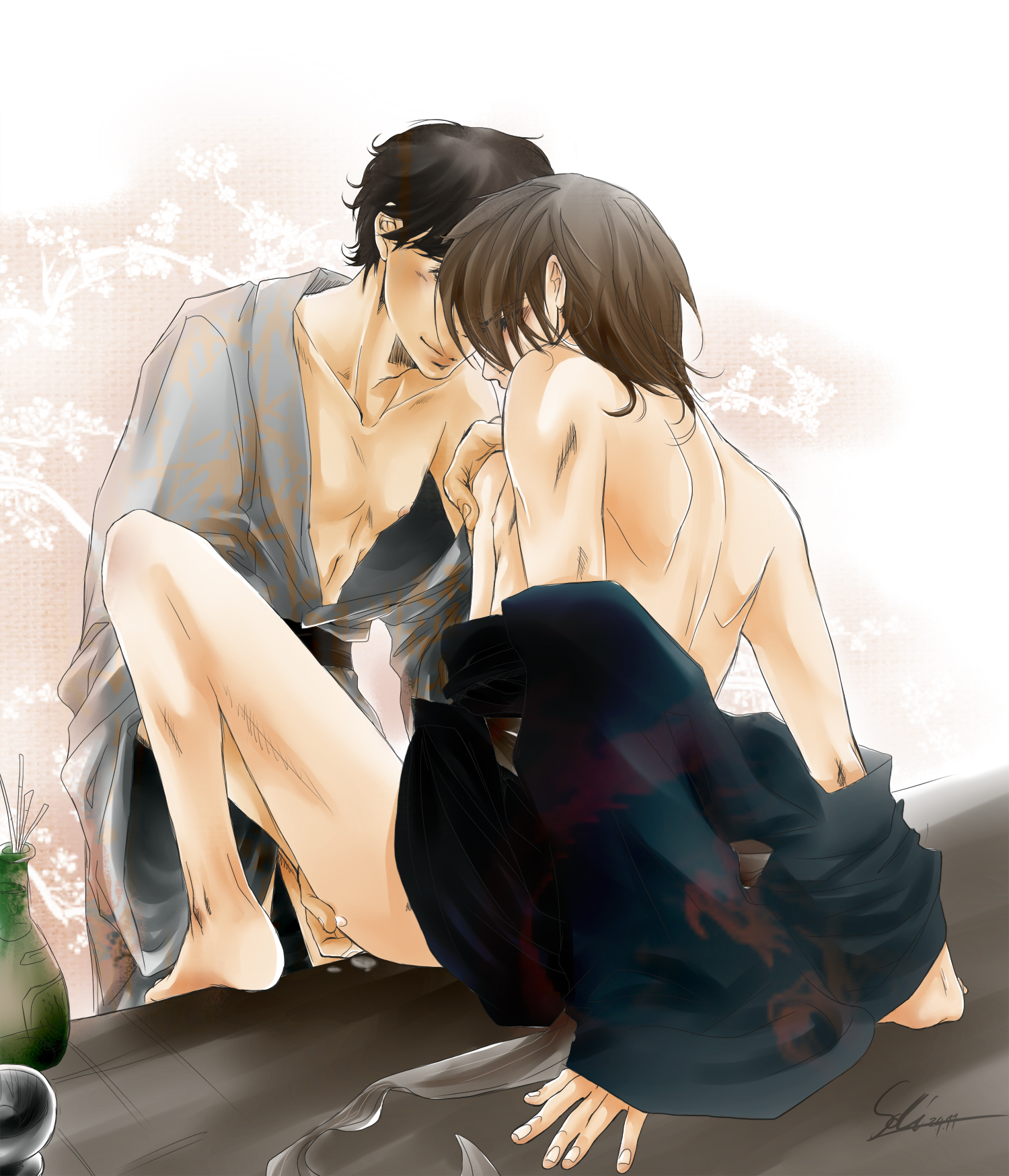
另一幅Yaoi作品

## Yaoi的爭論

### 為什麼會演變成Yaoi？
一般的Yaoi愛好者會抱持如下理由:
- 對角色的愛。
- 無法容忍喜歡的角色和（自己以外的）女性相戀。
- 不想讓喜歡角色之外的第三者介入故事情節中。
- 不論Yaoi的起源為何，現在就只單純將它視為小說（故事類型）的一種。

另一方面，作家和專家則持有下述論點：
- 對女性特質的厭惡（厭女症）：針對以往的少年愛作品，有不少人指出其發生背景在於青春期少女對（既有的）女性特質懷抱的自我厭惡，想成為男性愛上另一個男人。比如唐澤俊一，就充分解釋Yaoi和BL是女性對自己女性特徵厭惡而產生的結果。本身也創作Yaoi小說的中島梓，在《タナトスの子供たち》當中亦做了同樣的說明。而社會學家上野千鶴子和榮格派心理學權威河合隼雄等人也論及同樣的宗旨，是至今以來最普遍的說法。總而言之，這樣的嫌惡感是少女本身內化了社會貶抑女性的後果。
- 異性戀的安全擬仿：藤本由香里認為，現在的Yaoi仍然是水火不容的男女關係之中，一塊安心體驗情感的領域。透過這個領域，女性在情慾上得以從被凝視，居於被動的一方中解放。從性愛中被動的立場求得解脫，亦可從光臨Gay吧的女性客人上看到其他的例子。
- 性別認同障礙的可能性：神原史保美在其著作《やおい幻論》中提倡的理論是，喜歡上Yaoi的作者和讀者既有FtM（性別認同障礙的一種，指一個人生理上是女性，精神上卻是男性的狀態），同時又是Gay（同性戀或年輕時的際遇型雙性戀），而她亦認為自己有可能是FtM-Gay。換言之，或許喜歡Yaoi的女性在精神上是男性兼男同志，才有辦法愛上男性（也可以說由於雙重性逆轉，乍看之下會誤以為是普通的異性戀）。不過就算可以愛上男性，也無法以「女性身分」為對方所愛。由於精神上是男性，想以「男性身份」愛人和被愛，但這一點卻難以在現實世界中實現，因此她們就透過幻想的方式，將這份希望投射在Yaoi作品上。

### Yaoi與男性同性愛
在傳統上Yaoi作品經常可看到下列特徵：
1. 即使登場的男性角色陷入同志戀情，也會堅稱自己是異性戀者。
2. 登場人物在性愛以外也會分攻受。
3. 總是採用肛交。

在Yaoi作品出現以來，經過很長一段時間。雖現在社會上獲得某程度的容許，創作者和讀者也多半能享受這些「虛構作品」的樂趣，但對於明白男同志實際面貌的人而言會覺得很怪異，這也是不爭的事實。這類作品中還有不合原本男同志實況的奇特描述，像是典型的Yaoi穴或Yaoi汁等等。
溝口彰子指出Yaoi作品很明顯地對男同志認同避而不談，不過Yaoi的型態也開始多樣化，近年的作品不一定符合上列的弊端。溝口本人也在2007年表示，沒有說出「我不是同志」這種台詞的主角，同性情侶其中一方，以及雙方有同志自覺的角色也正在增加當中，而Yaoi作品裡的恐同要素也逐漸減少。
近年的Yaoi作品逐漸稀釋以往背德的印象，和男性向作品一樣，有加強萌要素的消費傾向。然則相較於男性向作品明顯的萌屬性組合，Yaoi和BL作品則更執著於配對的要素。在此同時，這類作品也產生了貼近同志真實面貌，描寫現實男性的走向趨勢。

### 議論Yaoi的文獻
- 中島梓 (栗本薫) 『コミュニケーション不全症候群』、『タナトスの子供たち ― 過剰適応の生態学』 1998/10／文庫版 2005/05（筑摩書房）
- 上野千鶴子　『発情装置』1998/01（筑摩書房）
- 榊原史保美 『やおい幻論 ―「やおい」から見えたもの』 1998/06（夏目書房）
- 溝口彰子「ホモフォビックなホモ、愛ゆえのレイプ、そしてクィアなレズビアン－最近のやおいテキストを分析する」『クィア・ジャパン』Vol.2　2000/04（勁草書房）
- 西村マリ 『アニパロとヤオイ（オタク学叢書）』 2001/12（太田出版）
- 永久保陽子 『やおい小説論 ― 女性のためのエロス表現』 2005/03（専修大学出版局）
- 水間碧　『隠喩としての少年愛―女性の少年愛嗜好という現象』 2005/02（創元社）
- 熊田一雄　『“男らしさ”という病？ーポップ・カルチャーの新・男性学』2005/09（風媒社）

## 註腳
1. ↑  .   [2022-01-31]. （原始内容存档于2022-01-31）.
2. ↑  李衣雲. . 群學. 2012: 119-120. ISBN 978-986-6525-58-2.
3. ↑  該特集《らっぽり：やおい特集号》由坂田靖子、波津彬子、花郁悠紀子、橋本多佳子、磨留美樹子執筆。其內容亦再次收錄於《小說 JUNE》的129期（2001年3月1日發行）。

## 相關項目
- BL
- 同人
- 同人女
- 腐女
- 女體化